# Plagiobothrys orientalis
Plagiobothrys orientalis är en strävbladig växtart som först beskrevs av Carl von Linné, och fick sitt nu gällande namn av Ivan Murray Johnston. Plagiobothrys orientalis ingår i släktet tiggarstavar, och familjen strävbladiga växter. Inga underarter finns listade i Catalogue of Life.